# Michel Paolini
 (janvier 2010).
Si vous disposez d'ouvrages ou d'articles de référence ou si vous connaissez des sites web de qualité traitant du thème abordé ici, merci de compléter l'article en donnant les références utiles à sa vérifiabilité et en les liant à la section « Notes et références ».
Michel Paolini, né le 5 juillet 1935 à Fès au Maroc, est un ancien international de handball français.
Au Maroc, il pratique d'abord l'athlétisme et le football et c'est en arrivant à Paris pour suivre ses études à l'ENSEP qu'il a opté pour le handball. Il a été six fois champion de France
 : 
- En 1959 avec le Paris Université Club (P.U.C)
- Puis en 1961 avec le Bataillon de Joinville.
- Il retrouve le PUC avec lequel il remporte un nouveau titre de champion en 1962.
- Il obtient trois nouveaux titres avec le Stade Marseillais Université Club (SMUC), club où il officie en tant qu'entraîneur/joueur, en 1965, 1967 et 1969.

Michel Paolini prit part à plusieurs rencontres européennes avec son club du SMUC, notamment contre les célèbres clubs allemands de Göppingen ou de Gummersbach (deux clubs encore aujourd'hui en 1re Division allemande) dont la réception se faisait à la Salle Vallier de Marseille, aujourd'hui utilisée comme salle de spectacles.
Il évolua au poste d'ailier droit (étant gaucher), poste auquel il contribua en terme technique, puisqu'il fut le premier à se tourner face à sa propre cage, lorsqu'il était en phase défensive, afin de pouvoir voir en même temps le ballon (quand celui-ci était dans l'aile opposée) et son adversaire direct (l'ailier gauche adverse).
Sa carrière internationale débute le 29 janvier 1958 contre la Suisse, où il est sélectionné pour participer a  championnat du monde du 27 février au 8 mars en RDA, et se termine en avril 1965 contre l'Espagne. Il a participé à deux Championnats du monde : le Championnat du monde 1958 disputé en Allemagne de l'Est où l'équipe de France ne passe pas les poules et le Championnat du monde 1961 où la France termine huitième.
Michel Paolini totalise 31 sélections sous le maillot tricolore. Il a notamment joué en équipe de France avec Jean Férignac ou encore Jean-Pierre Etcheverry.